# Cuncy-lès-Varzy
 Cuncy-lès-Varzy  es una población y comuna francesa, en la región de Borgoña, departamento de Nièvre, en el distrito de Clamecy y cantón de Varzy.
Forma parte del Camino de Santiago (Via Lemovicensis).

## Demografía
| 203 | 200 | 171 | 154 | 141 | 142 |
| Para los censos de 1962 a 1999 la población legal corresponde a la población sin duplicidades (Fuente: INSEE [Consultar]) |     |     |     |     |     |